# Địa lý Niue

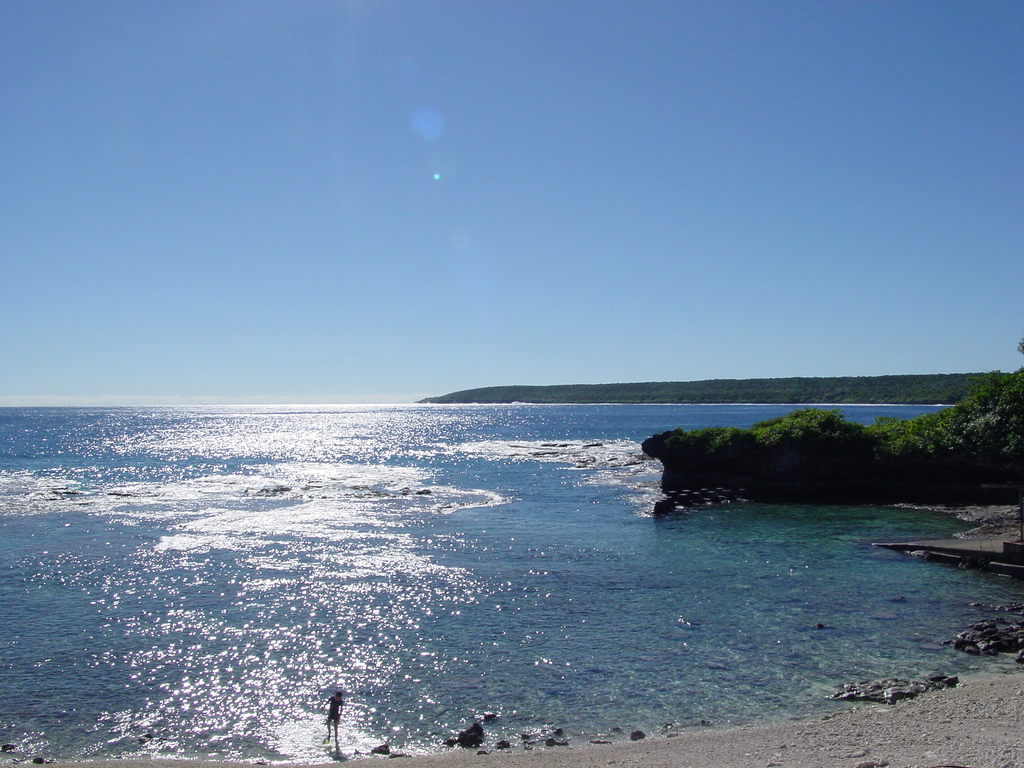
Avatele, Niue

Niue là một hòn đảo nhỏ nằm ở Nam Thái Bình Dương, ở phía đông của Tonga. Hòn đảo có diện tích 260 km² và đường bờ biển dài 64 km. Nó tuyên bố vùng đặc quyền kinh tế 200 hải lý và lãnh hải 12 hải lý. Đây là một trong những đảo san hô lớn nhất thế giới.

## Khí hậu
Khí hậu của Niue là kiểu khí hậu nhiệt đới, được thay đổi bởi gió mậu dịch theo hướng đông nam. Lốc xoáy gây ra mối nguy hiểm tự nhiên.

## Địa hình

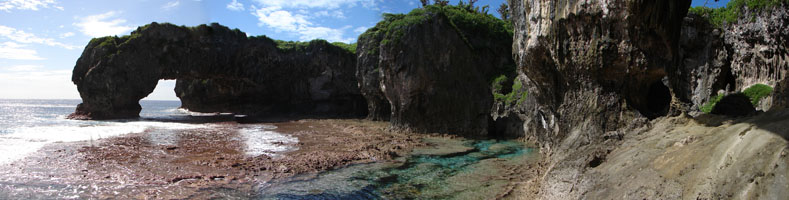
Mái vòm Talava, Niue

Địa hình bao gồm các vách đá dựng đứng ven biển được tạo thành từ đá vôi và một cao nguyên nằm ở trung tâm hòn đảo. Điểm thấp nhất là tại mực nước biển, và cao nhất là một điểm không tên gần khu định cư Mutalau, ở độ cao 68 m.

## Tài nguyên thiên nhiên
Tài nguyên thiên nhiên của đảo là cá và đất canh tác. Tình hình sử dụng đất năm 1993 thể hiện như trong bảng sau:
| Sử dụng            | Phần trăm diện tích |
| ------------------ | ------------------- |
| đất trồng trọt     | 19                  |
| trồng trọt dài hạn | số 8                |
| đồng cỏ vĩnh viễn  | 4                   |
| rừng và rừng gỗ    | 19                  |
| khác               | 50                  |

## Vấn đề môi trường
Một vấn đề môi trường hiện nay là các hoạt động bảo tồn nhằm chống lại sự mất đi sự màu mỡ của đất do canh tác đốt nương làm rẫy truyền thống đang ngày càng được các nhà bảo tồn chú ý đến. Niue là thành viên của các thỏa thuận quốc tế sau về môi trường: Đa dạng sinh học, Biến đổi khí hậu-Nghị định thư Kyoto, Sa mạc hóa. Niue đã ký nhưng không phê chuẩn hiệp định Luật Biển.

## Ranh giới
Niue đã ký một hiệp ước với Hoa Kỳ trong đó các bên phân định ranh giới hàng hải đông tây giữa Niue và Samoa thuộc Mỹ. Niue nằm ở phía nam Samoa thuộc Mỹ.

## Điểm cực
Đây là danh sách các điểm cực của Niue, những điểm nằm xa hơn về phía bắc, nam, đông hoặc tây so với bất kỳ vị trí nào khác.
- Điểm cực bắc - mũi đất không tên ở phía tây bắc Uluvehi
- Điểm cực đông - mũi đất không tên ở phía đông nam Liku
- Điểm cực nam - Điểm Limufuafua
- Điểm cực Tây - Điểm Halagigie